# Хоэнфельде (Плён)
Хоэнфельде (нем. Hohenfelde) — община в Германии, в земле Шлезвиг-Гольштейн.
Входит в состав района Плён. Подчиняется управлению Лютенбург-Ланд. Население составляет 1105 человек (на 31 декабря 2010 года). Занимает площадь 10,54 км².